# 岡山市立馬屋上小学校
岡山市立馬屋上小学校（おかやましりつ まやかみしょうがっこう）は、岡山県岡山市北区にある公立小学校の一つである。

## 沿革
- 1874年6月3日 -  学校設立。
- 1875年3月 - 校名を津高郡高山小学校とする。
- 1901年9月 - 学区分離。学区内の大字横尾に驛尋常小学校横尾分教場が設立され、同域が驛尋常小学校の管轄区内となった。
- 1926年5月 - 郡名変更により、御津郡馬屋上尋常小学校に改称する。
- 1929年 - 校舎が御津郡馬屋上村富吉に移転する。なお、2009年現在も当地に立地している。
- 1971年1月8日 - 岡山市への編入合併により、岡山市立馬屋上小学校に改称する。

## 主な進学先
- 岡山市立香和中学校

## 通学区域が隣接している学校
- 岡山市立野谷小学校
- 岡山市立桃丘小学校
- 岡山市立馬屋下小学校
- 岡山市立蛍明小学校
- 岡山市立御津南小学校